# Mark Bushell
Mark John Bushell (* 5. Juni 1968 in Northampton) ist ein ehemaliger englischer Fußballspieler.

## Karriere
Bushell spielte als Apprentice (dt. Auszubildender) bei Northampton Town, als er im April 1985 im Alter von 16 Jahren und 308 Tagen unter Trainer Tony Barton bei einem 4:0-Erfolg über Stockport County sein Debüt in der Football League Fourth Division gab und damit einer der jüngsten Debütanten in Northamptons Vereinsgeschichte wurde. Es blieb Bushells einziger Auftritt in der Football League, in den folgenden Jahren spielte der Abwehrspieler bei einer Reihe von Klubs in und um Northamptonshire. Darunter Long Buckby, Northampton Spencer, VS Rugby und Raunds Town in der United Counties League sowie Corby Town und Rushden & Diamonds in der Southern League.
In der Saison 1992/93 gehörte er zum Aufgebot des per Zusammenschluss neu entstandenen Klubs Rushden & Diamonds, bei dem zu diesem Zeitpunkt mit Aidy Mann auch Northampton Towns jüngster Pflichtspieldebütant spielte. Bushell gehörte beim historisch ersten Pflichtspiel gegen Bilston Town zum Aufgebot und zählte als rechter Außenverteidiger bis zu einer Anfang Januar 1993 im Rückspiel gegen Bilston erlittenen Verletzung zum Stammaufgebot von Rushden & Diamonds. 1993 wechselte er zu Raunds Town weiter.
Seinen Lebensunterhalt verdient Bushell als Inhaber eines Zaunbauunternehmens.